# Amata alveus
Amata alveus är en fjärilsart som beskrevs av Dahl. 1928. Amata alveus ingår i släktet Amata och familjen björnspinnare. Inga underarter finns listade i Catalogue of Life.